# Jöns Jakob Berzelius
Jöns Jakob Berzelius (Väversunda, 20. kolovoza 1779. – Stockholm, 7. kolovoza 1848.), švedski kemičar, liječnik i pronalazač.
Jedan od najvećih znanstvenih autoriteta svojega doba. Otkrio je kemijske elemente cerij, selen i torij, a prvi izolirao silicij, cirkonij i tantal. Odredio je atomske mase 43 elementa i postavio temelje kvantitativne kemijske analize. Uveo je moderne kemijske simbole, te proučavao pojavu koju je nazvao katalizom. 